# Loxoblemmus latifrons
Loxoblemmus latifrons är en insektsart som beskrevs av Lucien Chopard 1967. Loxoblemmus latifrons ingår i släktet Loxoblemmus och familjen syrsor. Inga underarter finns listade i Catalogue of Life.